# Sorex lyelli
Sorex lyelli е вид бозайник от семейство Земеровкови (Soricidae).

## Разпространение
Видът е разпространен в САЩ (Калифорния).